# Liolaemus wari
Liolaemus wari — вид ігуаноподібних ящірок родини Liolaemidae. Ендемік Перу.

## Поширення і екологія
Liolaemus wari мешкають в Перуанських Андах в регіоні Аякучо. Вони живуть на високогірних луках пуна, місцями порослих чагарниками. Зустрічаються на висоті від 3778 до 4226 м над рівнем моря. Є живородними. 